# Tivadar Kanizsa
Tivadar Kanizsa   (Debrecen, 4 d'abril de 1933 - Jásztelek, 4 de novembre de 1975) va ser un waterpolista, nedador i entrenador hongarès que va competir durant les dècades de 1950 i 1960.
Durant la seva carrera esportiva va prendre part en tres edicions dels Jocs Olímpics d'Estiu, amb un balanç de tres medalles en la competició de waterpolo: dues d'or, el 1956 a Melbourne, i el 1964 a Tòquio, i una de bronze, el 1960 a Roma.
En el seu palmarès també destaquen dos campionats d'Europa de waterpolo, el 1958 i 1962; les Universíades de 1954 i sis lligues hongareses entre 1954 i 1964. Jugà 103 partits internacionals entre 1955 i 1965. Com a nedador guanyà tres títols nacionals, un dels 400 metres lliures, un dels 1.500 metres lliures i un del 4x100 metres lliures.
Un cop retirat fou entrenador del Dózsa Szolnok fins a la seva mort, el 1975, en un accident de cotxe.